# Patricia Morais
Patrícia Morais (Lisboa, 17 de junho de 1992) é uma futebolista portuguesa que atua como guarda-redes.

Atualmente, joga pelo Sporting Clube de Braga.

## Carreira
Patrícia Morais faz parte do elenco da Seleção Portuguesa de Futebol Feminino desde 2008.

## Títulos
- Campeonato Nacional de Futebol Feminino – 2010/2011, 2011/2012
- Taça de Portugal de Futebol Feminino – 2010/2011, 2011/2012